# Jörg Wrachtrup

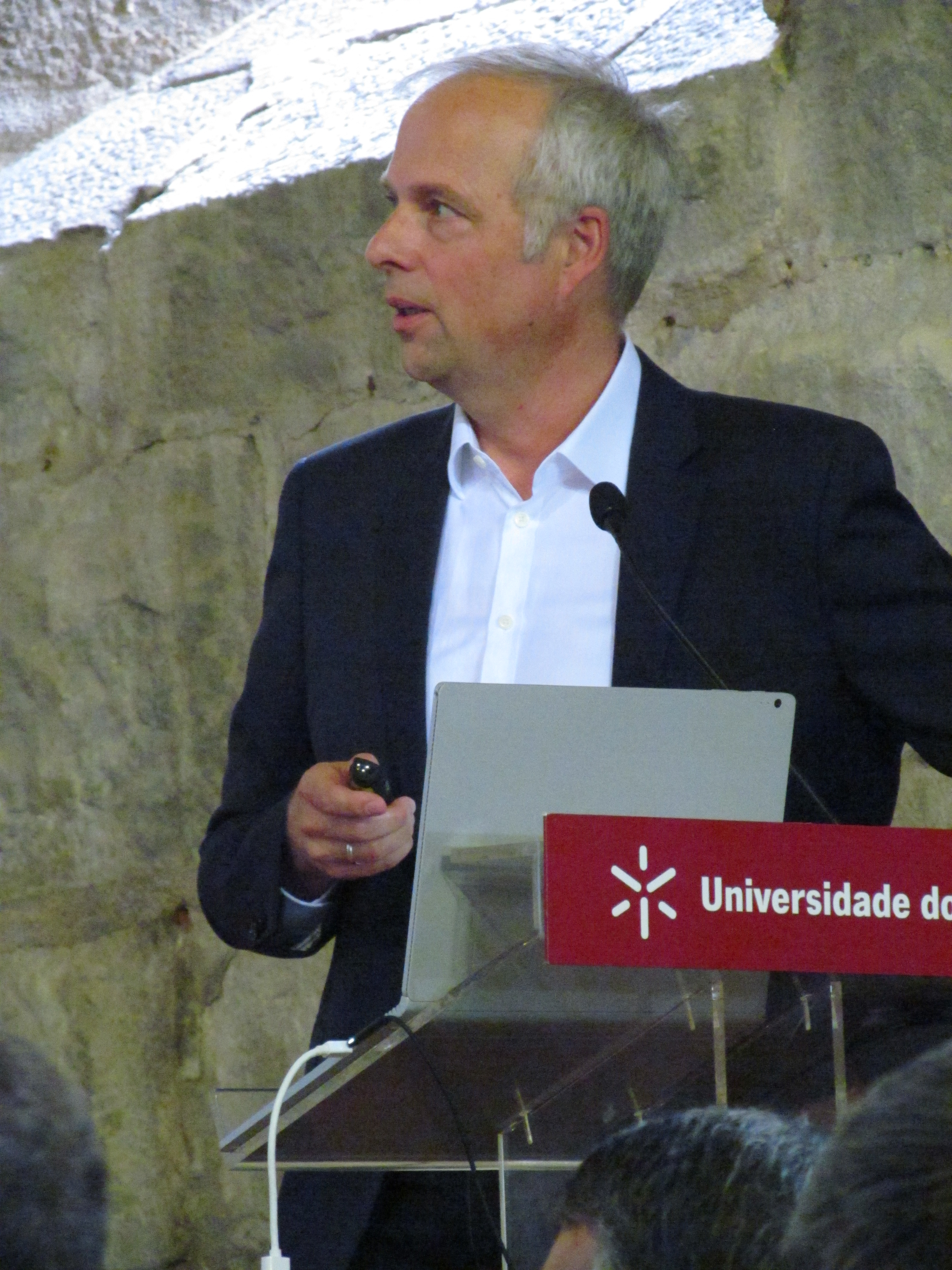
Jörg Wrachtrup (2016)

Jörg Wrachtrup (* 27. Dezember 1961 in Herford) ist ein deutscher Physiker.

## Leben
Wrachtrup wuchs im Vlothoer Ortsteil Exter auf. Nach dem Besuch der Grundschule am Ort machte er 1981 das Abitur am Weser-Gymnasium Vlotho. Auf dem Gymnasium interessierte er sich besonders für die Fächer Mathematik und Physik und belegte entsprechende Leistungskurse. 1983 ging er nach Ableistung des Wehrdienstes an die Freie Universität Berlin, wo er promovierte. Nach dem Mauerfall zog er nach Chemnitz. Er habilitierte 1998 am Institut für Physik der TU Chemnitz mit einer Arbeit über Optische Spektroskopie an einzelnen Quantensystemen im Festkörper. Über seine Schwerpunktforschungen berichtete er 2009 auf heise online telepolis. Heute leitet er als Professor das 3. Physikalische Institut der Universität Stuttgart.
Jörg Wrachtrup hat laut Google Scholar einen h-Index von 115, laut Datenbank Scopus einen von 100.
Wrachtrup ist verheiratet und hat einen Sohn.

## Ehrungen
- 1995 erhielt Jörg Wrachtrup den Ernst-Reuter-Preis für seine Dissertation Magnetische Resonanz an einzelnen Molekülen und kohärente ODMR-Spektroskopie an molekularen Aggregaten in Festkörpern.
- Anfang Januar 2011 wurde seine Arbeit an der Erforschung der Nutzung von atomaren Defekten in Diamanten für die Quantentechnologie mit einem ERC Advanced Investigator Grant des Europäischen Forschungsrates über 2,4 Mio. Euro ausgezeichnet.[5]
- Im Dezember 2011 wurde ihm von der Deutschen Forschungsgemeinschaft der mit 2,5 Mio. Euro dotierte Gottfried-Wilhelm-Leibniz-Preis zuerkannt dafür, dass er ein völlig neuartiges und sehr erfolgreiches Forschungsgebiet an der Schnittstelle zwischen Festkörperphysik und Quantenoptik erschlossen habe.
- Für 2014 wurde ihm der Max-Planck-Forschungspreis zugesprochen.
- 2016 war Wrachtrup gemeinsam mit Fedor Jelezko erster Preisträger des Zeiss Research Award.[6]
- 2017 wurde ihm ein zweiter Advanced Investigator Grant des Europäischen Forschungsrates über 2,5 Mio. Euro zugesprochen.
- 2018 wurde er in die Berlin-Brandenburgische Akademie der Wissenschaften gewählt.
- 2020 wurde ihm die Goldmedaille der Internationalen EPR-Gesellschaft verliehen.
- Ebenfalls 2020 wurde Wrachtrup mit dem Europhysics Prize ausgezeichnet.
- 2014-dato Highly Cited Researcher.
- 2021 wurde ihm der Zavoisky Award verliehen

## Veröffentlichungen
- Dissertation 1994: Magnetische Resonanz an einzelnen Molekülen und kohärente ODMR-Spektroskopie an molekularen Aggregaten in Festkörpern, (Mikrofiche-Ausgabe)